# Estación de Sant Andreu (Rodalies de Catalunya)
Sant Andreu (antiguamente como San Andrés Condal y en catalán Sant Andreu Comtal)  es una estación de la línea R2 de Rodalies Renfe y de la línea R11 de Media Distancia. Se encuentra situada en el distrito de San Andrés de Barcelona, muy cerca de la Estación de Sant Andreu, lo que le permite tener correspondencia con la línea 1 de metro.
La estación existe desde que se construyó la línea ferroviaria Barcelona-Portbou.

## Líneas
Desde el 31 de enero del 2009 todos los trenes procedentes de San Vicente de Calders finalizaban aquí su recorrido y de aquí volvían a partir con excepción de algunos trenes que continúan hasta Granollers en hora punta. Ahora, por las obras de la LAV van a la Estación de Francia. Pero esta estación se usa a veces como terminal para estos trenes con destino Estación de Francia cuando en esta hay algún problema.
12/13 trenes al día en cada sentido parten (o llegan) de Sants cubriendo la parte norte de la línea R2 hasta Massanet-Massanas, 2 o 3 son cercanías puros, el resto son regionales cadenciados de la línea R11 de Media Distancia.
| << cabecera                                   | < estación                                       | línea | estación >        | cabecera >>                  |
| --------------------------------------------- | ------------------------------------------------ | ----- | ----------------- | ---------------------------- |
| Servicios de cercanías de Barcelona           |                                                  |       |                   |                              |
| Castelldefels Sants                           | Clot-Aragón Estación de Barcelona-Sagrera (20??) |       | Moncada y Reixach | Granollers                   |
| Aeropuerto                                    | Clot-Aragón Estación de Barcelona-Sagrera (20??) |       | Moncada y Reixach | San Celoni Massanet-Massanas |
| Servicios regionales de Rodalies de Catalunya |                                                  |       |                   |                              |
| Barcelona-Sants                               | Clot-Aragón Estación de Barcelona-Sagrera (20??) |       | Granollers        | Figueras Portbou / Cerbère   |

## Nueva estación de San Andrés

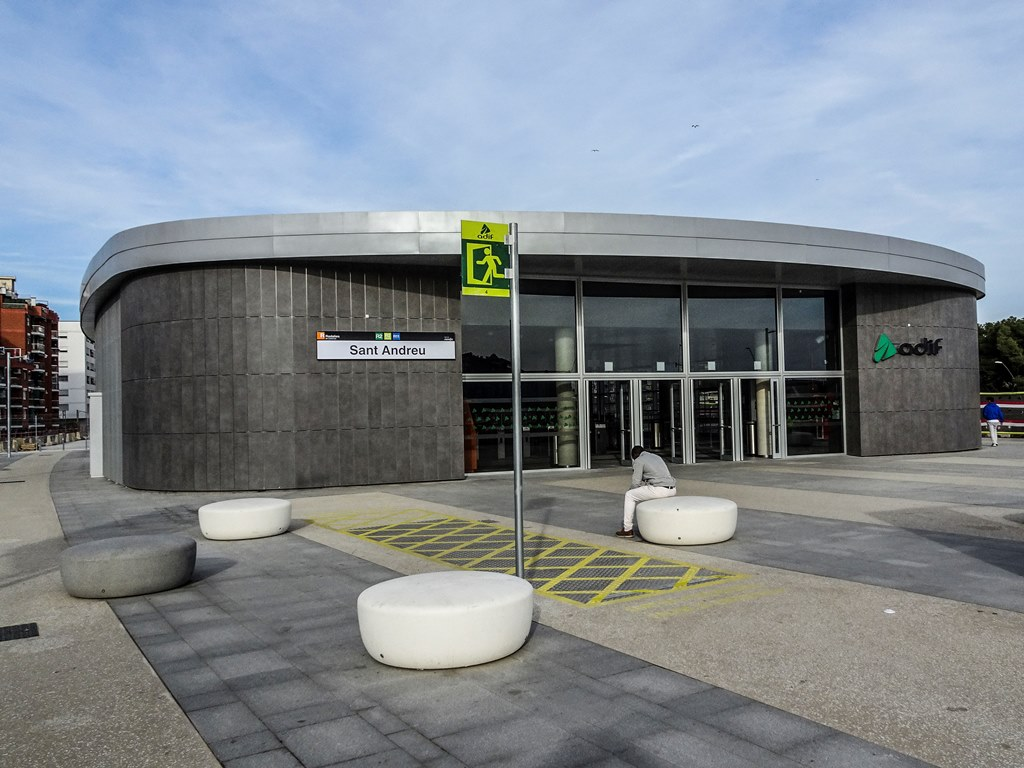
La nueva estación de cercanías de San Andrés

La estación actual es provisional, ya que al reorganizar el tramo Sagrera - San Andrés - Passeig de Santa Coloma San Andrés Condal ha sido sustituida el 3 de diciembre de 2022 por la estación Sant Andrés (estació de Sant Andreu), una nueva estación soterrada con un falso túnel de hormigón. Su ubicación se encuentra a unos pocos metros de distancia de la antigua.
La nueva estación estará compuesta por dos andenes centrales y cuatro vías que vendrán de la futura estación de La Sagrera y se unirán de nuevo a las actuales vías dirección Figueras. El objetivo principal es la finalización de la nueva Estación de Barcelona-La Sagrera.
El día 3 de diciembre de 2022 el viejo edificio dejó definitivamente de dar servicios de Cercanías.